# Morgana (cantora)
Isolda Corrêa Dias (São Paulo, 2 de agosto de 1934 - São Paulo, 4 de janeiro de 2000) foi uma cantora brasileira. Usou como nome artístico Morgana Cintra e, posteriormente, apenas Morgana, sendo também conhecida como A fada loura.

## Biografia
Filha de Geraldo Corrêa Dias e Maria Helena Franco Dias, iniciou sua carreira como cantora lírica, obtendo sucesso por sete anos. Em 1958 passou a se dedicar à música popular, usando como nome artístico Morgana Cintra. Após o sucesso de Serenata do adeus, sua primeira gravação para a gravadora Copacabana, gravou Mais brilho nas estrelas, que também teve grande aceitação de público e crítica (bem como Hino ao amor, a versão composta por Odair Marzano a partir do sucesso de Edith Piaf Hymne à l'amour, que seria gravada em português também por nomes como Wilma Bentivegna, Maysa e Dalva de Oliveira).
Em 1961, já com o nome artístico abreviado para Morgana, ganhou o Troféu Imprensa de melhor cantora.
Outros de seus sucessos são Arrependida, Canção da tristeza, Conselho, Este seu olhar, Não pense em mim (sua bela versão da canção italiana Non pensare a me, de Claudio Villa, que também ganhou uma famosa versão em francês, Quand tu t'en iras, na voz de Mireille Mathieu) e E a vida continua. Também atuou como cantora na televisão, cantando a música-tema da novela O Direito de Nascer, da TV Tupi, em 1965, época em que ficou carinhosamente conhecida como A fada loura. 
Em 1973, no auge do sucesso no Brasil e no exterior, ela decidiu trocar a carreira de cantora por uma rede de pizzarias, montada em sociedade com o marido.
Faleceu tragicamente quando, após uma tentativa de suicídio com um tiro na boca foi socorrida e levada ao hospital., ao despertar e perceber que estava ligada a aparelhos, arrancou os tubos que a mantinham viva. 